# Cubo (filme)
Cube (prt: O Cubo, ou Cubo; bra: Cubo) é um filme canadense de 1997, dos gêneros ficção científica, horror e suspense, dirigido por Vincenzo Natali.
Este filme foi o primeiro grande sucesso de produção da produtora Canadian Film Centre. Com um orçamento muito baixo o filme atingiu um sucesso comercial moderado, adquirindo o status de filme de culto.
O sucesso do filme rendeu duas sequências: Cube 2: Hypercube e Cube Zero.

## Sinopse
Sete pessoas, com dons diferentes e totalmente estranhas entre si, despertam aprisionados num compartimento com vários cubos amontoados. Para sair vivos, eles precisam desvendar o enigma, e para isso devem se unir e usar seus dons.

## Personagens
- Leaven (Nicole de Boer)
- Helen Holloway (Nicky Guadagni)
- David Worth (David Hewlett)
- Kazan (Andrew Miller)
- Alderson (Julian Richings)
- Rennes (Wayne Robson)
- Quentin (Maurice Dean Wint)

## Premiações
- Indicado

Academy of Science Fiction, Fantasy & Horror Films[carece de fontes?]
Genie Awards[carece de fontes?]
- Ganhou

Brussels International Festival of Fantasy Film[carece de fontes?]
Canadian Society of Cinematographers Awards[carece de fontes?]
Fantasporto[carece de fontes?]
Gérardmer Film Festival[carece de fontes?]
Puchon International Fantastic Film Festival[carece de fontes?]
Sitges - Catalonian International Film Festival[carece de fontes?]
Sudbury Cinéfest[carece de fontes?]
Toronto International Film Festival[carece de fontes?]